# Джочі-Хасар
Хасар (монг. Хасар) або Джочі-Хасар (монг. Жочи Хасар) (1164? — 1213?) — син Єсугея і Оелуни, рідний (молодший) брат Чингісхана. За легендарну влучність при стрільбі з лука його ще називали Хабуту-Хасар (монг. Ховт Хасар «Хасар-лучник»).
Хасар був вірним соратником Чингісхана, і розділяв з ним всі негаразди та радості. Саме завдяки уявній зраді Хасара Чингісхану вдалося в 1203 році зловити в пастку хана караїтів Ван-хана і здобути вирішальну перемогу для кінцевого об'єднання монгольських племен під єдиним началом. Лише одного разу він віддалився від свого брата Чингісхана — коли шаману Кокочу вдалося на короткий час розсварити між собою ханську родину.
Після поділу Чингісханом Монгольської імперії на улуси, то Хасару було виділено улус на захід від хребта Великий Хінган, між річками Аргунь і Хайлар.
З потомства братів Чингісхана тільки нащадки Хасара отримали права царевичів (інші увійшли до складу аристократії). Відомий випадок, коли в 1336 році на престол Табаристана був поставлений нащадок Хасара по імені Тога-Темур. Однак насправді, навіть в самій Монголії на нащадків Хасара дивилися косо, не визнаючи їхнє право царевичів.